# Uniwersytet Płowdiwski im. Paisjusza Chilendarskiego
Uniwersytet Płowdiwski im. Paisjusza Chilendarskiego (bułg.: Пловдивският университет „Паисий Хилендарски“) – państwowa instytucja szkolnictwa wyższego z siedzibą w Płowdiwie, w Bułgarii. 
Uniwersytet jest instytucją edukacyjną, badawczą i kulturalną o europejskich standardach, rozpoznawalną na całym świecie, wyróżniającą się stabilnym, dynamicznym rozwojem i silną konkurencją w dziedzinie nauk przyrodniczych i społecznych, badań kulturowych i technologii. Głównym celem uniwersytetu jest zapewnienie ogólnego i profesjonalnego szkolenia specjalistów z różnych dziedzin nauki na poziomie europejskim, specjalistów, którzy będą mieli kompetencje do znajdowania elastycznych interdyscyplinarnych rozwiązań w swoich praktykach, wychodząc naprzeciw wyzwaniom współczesnego świata. Profil uniwersytetu rozciąga się na szereg dyscyplin i form kształcenia w naukach przyrodniczych i społecznych, w dziedzinie kultury i technologii. 
Uniwersytet Płowdiwski jest jedną z wiodących instytucji szkolnictwa wyższego w Bułgarii, jest największym uniwersytetem w południowej Bułgarii, a także drugim co do wielkości w kraju. Uczelnia została założona w 1961 roku, początkowo jako Wyższy Instytut Pedagogiki, Nauk Przyrodniczych i Matematyki, w 1972 roku otrzymała status uniwersytetu. Obecnie zapewnia wykształcenie na poziomie akademickim dla studentów w ponad 60 dyscyplinach.
Aktywnie utrzymuje kontakty międzynarodowe z niemal wszystkimi krajami europejskimi, Stanami Zjednoczonymi, a także krajami Azji i Afryki. Uczestniczy indywidualnie lub wspólnie z innymi europejskimi uniwersytetami w programach Unii Europejskiej, Stanów Zjednoczonych i Szwajcarii, które finansują badania naukowe.
W latach 2011–2012 wybudowano nową halę sportową uniwersytetu.

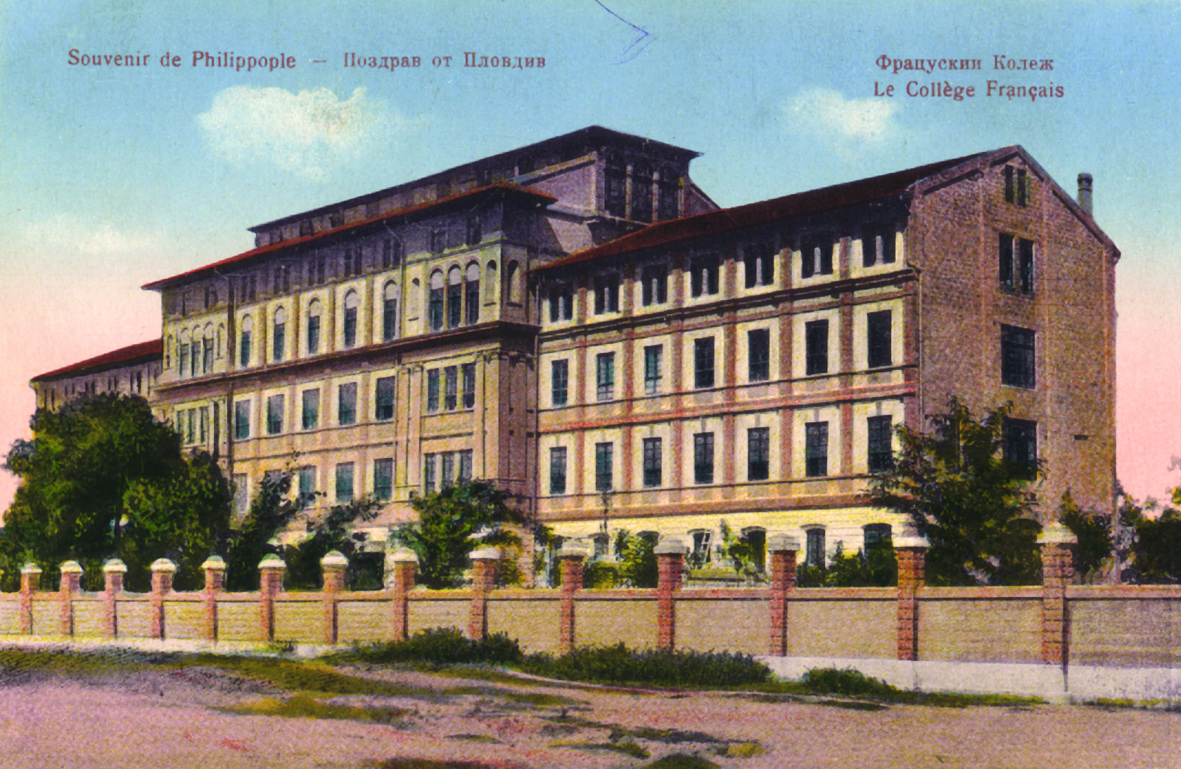
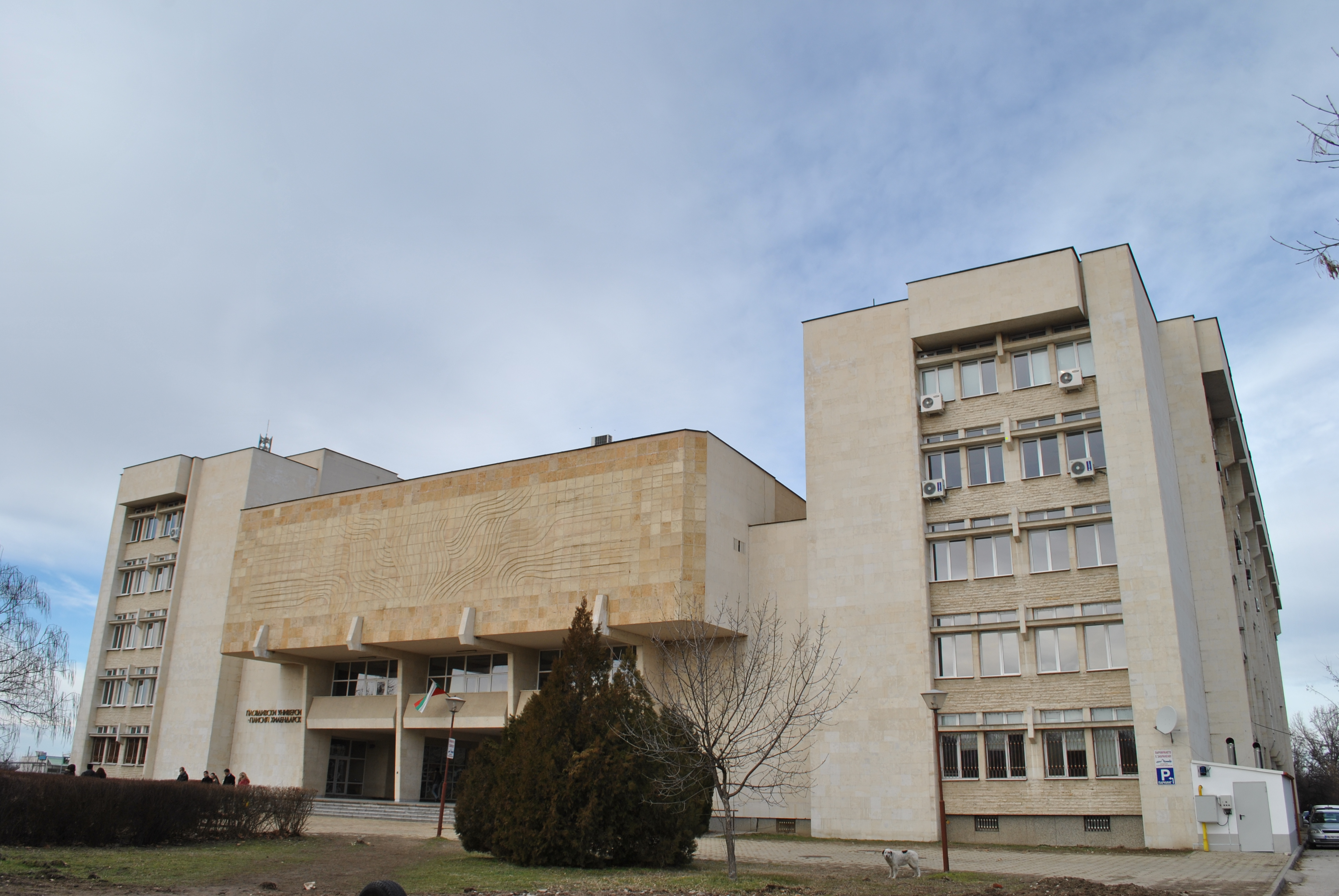
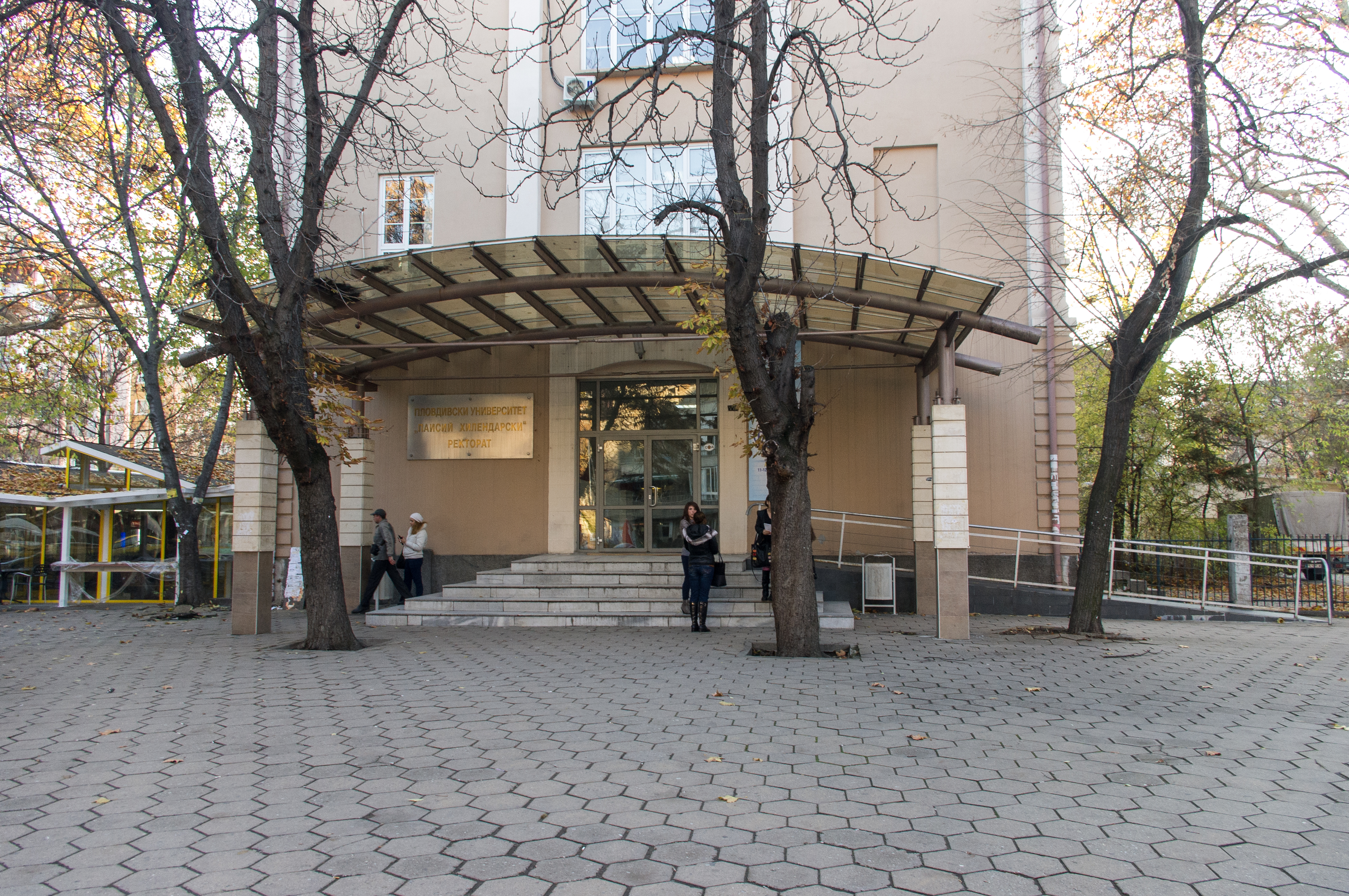
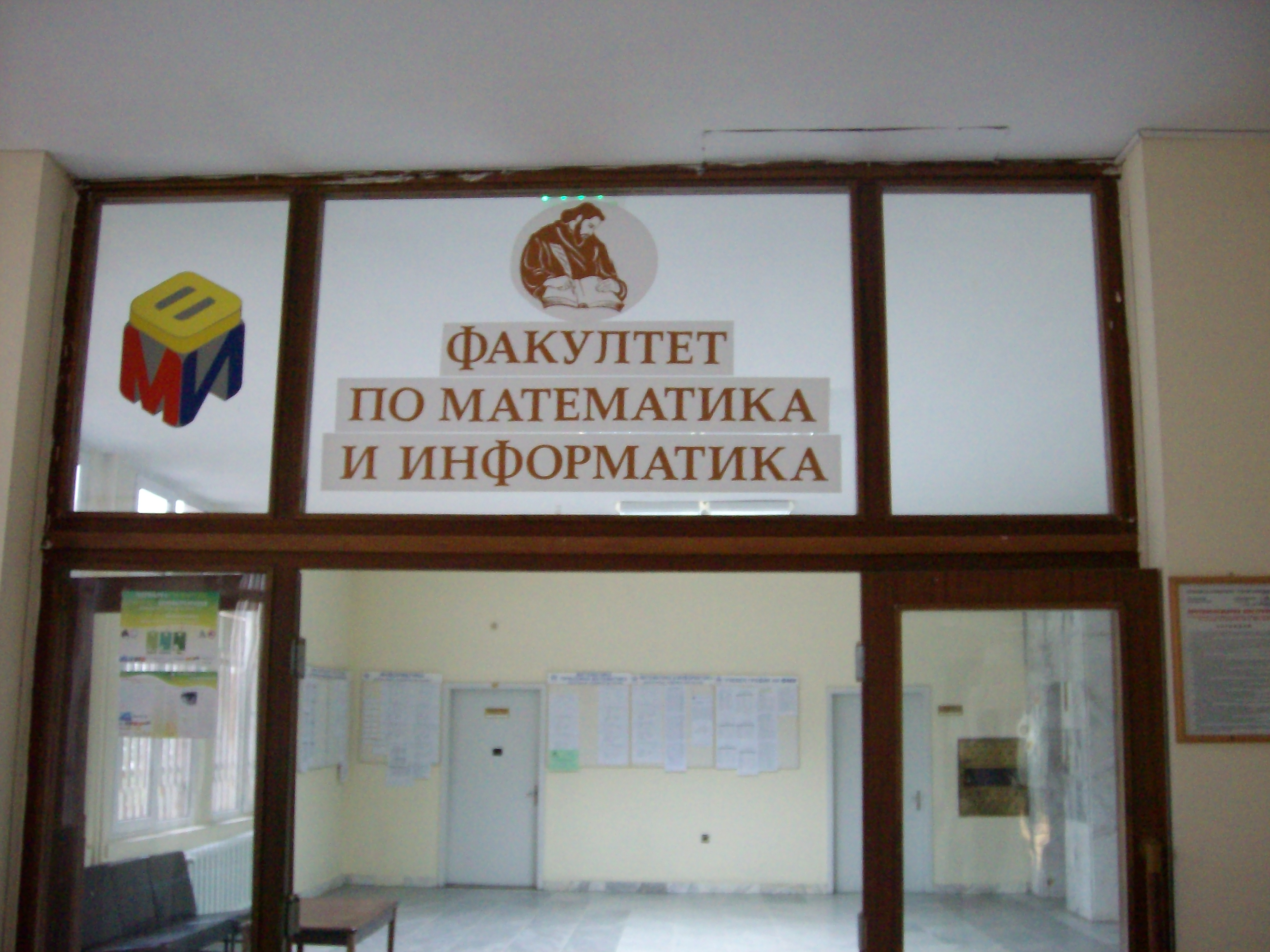